# Francisco Suárez Peredo
Francisco de Paula Suárez Peredo y Bezares (Puebla, 13 de septiembre de 1823-Xalapa, 26 de enero de 1869) fue el primer obispo de la Diócesis de Veracruz (actualmente Arquidiócesis de Xalapa), que abarcaba el territorio de casi todo el Estado de Veracruz.